# Гембицька Олена Титівна
Гембицька Олена Титівна (нар. 1870, Львів — близько 1936, там само) — українська акторка; дочка Тита і Юлії Гембицьких.

## Життєпис
Працювала в Руському народному театрі (1889—1901), польських трупах на Львівщині, в Галичині та Лемківщині.

## Ролі
- Зачепиха («Дай серцю волю, заведе в неволю» Марка Кропивницького),
- Шкандибиха («Лимерівна» Панаса Мирного),
- Сара («Жидівка-вихрестка» Івана Тогобочного) та інші.

## Джерело
- Гембицькі // Мистецтво України : Біографічний довідник. / упоряд.: А. В. Кудрицький, М. Г. Лабінський ; за ред. А. В. Кудрицького. — Київ : «Українська енциклопедія» імені М. П. Бажана, 1997. — С. 146—147 . — ISBN 5-88500-071-9.